# KWord
KWord，是一個Adobe FrameMaker-like 文書編輯軟體，也是KOffice的組件之一，於1998年推出，屬於KOffice中的新成員。地位相當於Microsoft Office的Word，Microsoft Word做到的事KWord也做得到，例如在KWord之中插入並修改由KSpread所打造出來的表格（Table），KWord 支援多種文件檔格式：odt、kwd、txt以及html格式。
KWord已因為Calligra Words（隸屬於Calligra Suite）的出現而過時。

## 外部連結
- Project Homepage
- KWord user manual （页面存档备份，存于）